# 関良基
関 良基（せき よしき、1969年 - ）は、日本の農学・歴史学者。拓殖大学教授。

## 経歴
長野県上田市生まれ。京都大学農学部林学科卒業。アテネオ・デ・マニラ大学フィリピン文化研究所客員研究員を経て、2002年京都大学大学院農学研究科博士課程修了、「フィリピンの商業伐採跡地における林野の住民管理に関する研究」で博士（農学）。早稲田大学アジア太平洋研究センター助手、（財）地球環境戦略研究機関客員研究員をへて、拓殖大学准教授、教授。

## 著書
- 『複雑適応系における熱帯林の再生 違法伐採から持続可能な林業へ』御茶の水書房 2005
- 『自由貿易神話解体新書 「関税」こそが雇用と食と環境を守る』花伝社 2012
- 『赤松小三郎ともう一つの明治維新 テロに葬られた立憲主義の夢』作品社 2016
- 『日本を開国させた男、松平忠固 近代日本の礎を築いた老中』作品社 2020
- 『江戸の憲法構想 日本近代史の“イフ”』作品社 2024

### 共編著
- 『フィリピンの環境とコミュニティ 砂糖生産と伐採の現場から』永野善子・葉山アツコ共著 明石書店 2000
- 『中国の森林再生 社会主義と市場主義を超えて』向虎・吉川成美共著 御茶の水書房 2009
- 『社会的共通資本としての水』まさのあつこ・梶原健嗣共著 花伝社 2015
- 『社会的共通資本としての森』宇沢弘文共編 東京大学出版会 2015
- 『不平等ではなかった幕末の安政条約 関税障壁20%を認めたアメリカ・ハリスの善意』鈴木荘一・村上文樹共著、勉誠出版 2019

## 論文
- ＜関良基